# Carleton College

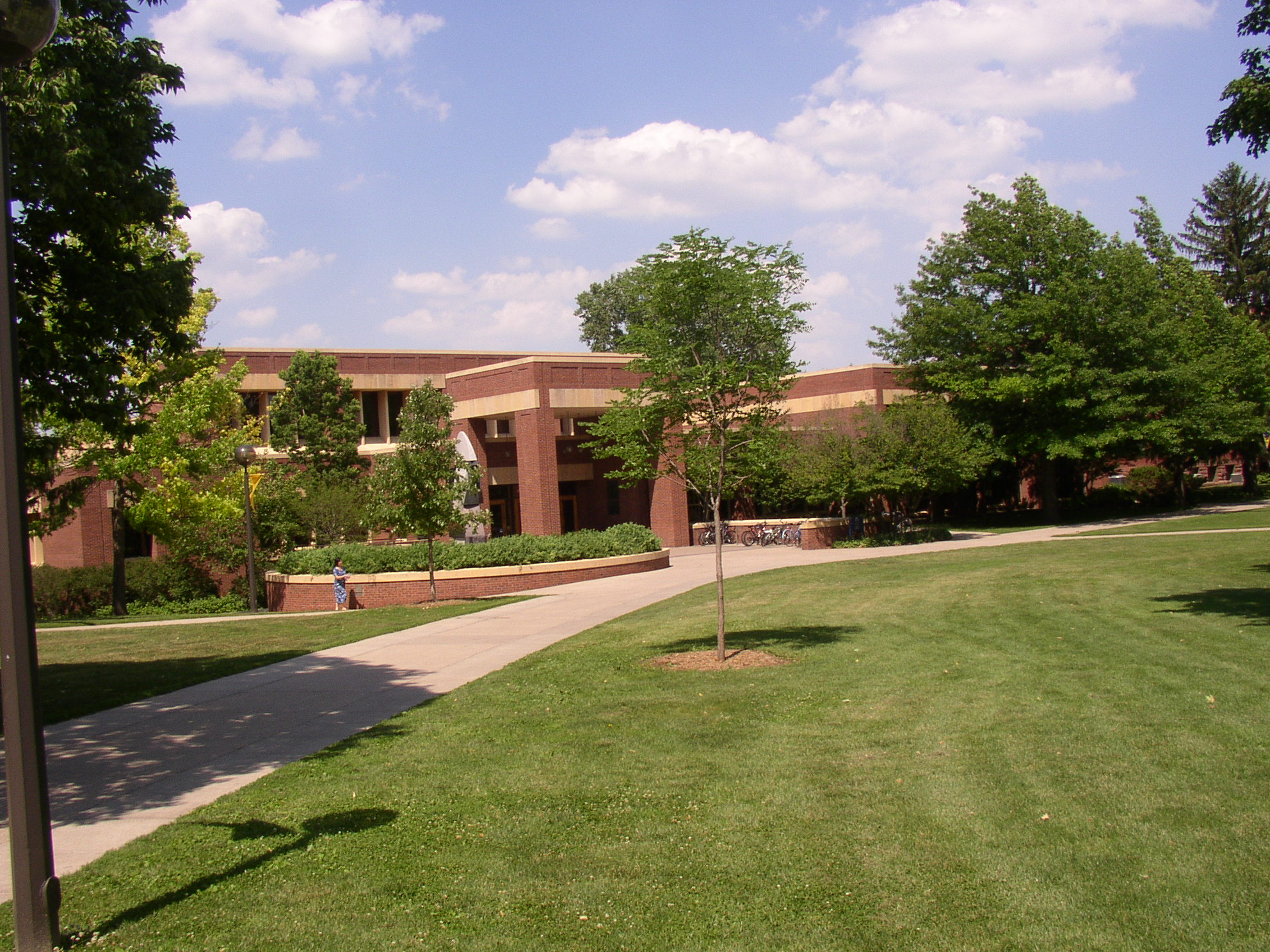
Gould Library

Carleton College ist ein unabhängiges, bekenntnisfreies Liberal-Arts-College mit Studierenden beiderlei Geschlechter in Northfield im US-Bundesstaat Minnesota. Die Hochschule wurde am 14. November 1866 durch die Minnesota Conference of Congregational Churches unter dem Namen Northfield College gegründet. 1871 wurde der Name geändert, um den Mäzen William Carleton aus Charlestown (Massachusetts) zu ehren, der der frisch gegründeten Institution US$ 50.000 gespendet hatte. Heute wird das College von etwa 2000 Studierenden besucht, und es beschäftigt 202 Lehrkräfte. Der derzeitige Präsident ist Alison R. Byerly.

## Persönlichkeiten

### Dozenten
- John Bates Clark, Ökonom
- Paul Wellstone, Politikwissenschaftler
- Laurence McKinley Gould, Geologe

### Absolventen
- Walter Alvarez, 1962, Geologe
- Anthony Downs, 1952, Politikwissenschaftler und Ökonom
- Lincoln Child, 1979, Schriftsteller
- Melvin R. Laird, 1942, US-Verteidigungsminister im Kabinett Nixon
- Ernest Lundeen, 1901, Politiker
- James W. Loewen, 1964, Soziologe und Autor
- Eleanor Kinnaird, 1953, Politikerin
- Warren P. Knowles, 1930, 37. Gouverneur von Wisconsin
- Donella Meadows, 1963, Umweltwissenschaftlerin und Autorin; Sie wurde vor allem bekannt durch die Studie Die Grenzen des Wachstums
- Karl Earl Mundt, 1923, Politiker
- Peter Tork, ohne Abschluss, Musiker und Schauspieler
- Thorstein Veblen, 1880, Ökonom und Soziologe